# بشمك بنادة
بشمك بنادة (بالفارسية: پشمک پناده) هي قرية تقع في غلستان في إيران. يقدر عدد سكانها بـ 1,954 نسمة .